# Vernon Lee
Vernon Lee est le pseudonyme de l'écrivaine et essayiste britannique Violet Paget (1856-1935). C'est une écrivaine et une femme engagée, amie proche de Walter Pater qui était très lié au mouvement esthétique, et du peintre américain John Singer Sargent.
Férue de publications scientifiques, elle prend position lors de débats relatifs à l’esthétique et à l’éthique et elle produit une dizaine de volumes remarquables sur l'art et la musique ainsi que des romans, nouvelles, pièces de théâtre, récits de voyage.
C'est une pacifiste, une anti-vivisectionniste et une féministe convaincue. Elle est aujourd'hui connue surtout pour ses textes fantastiques et ses théories esthétiques.

## Biographie

### Jeunesse et famille

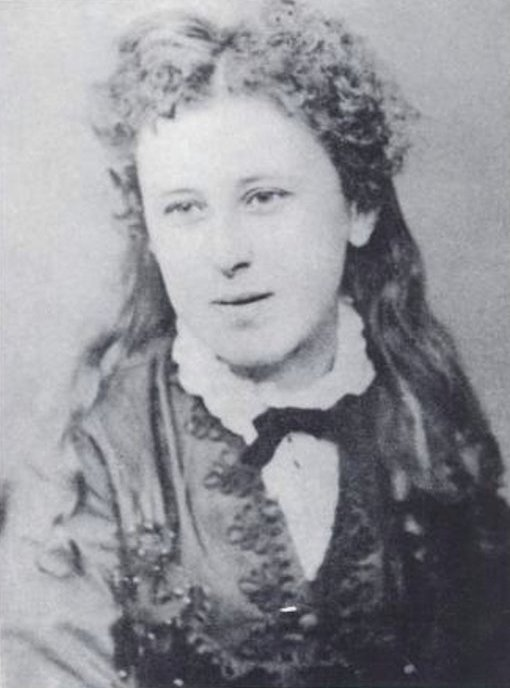
Violet Paget - Vernon Lee aux environs de 1870

Violet Paget naît en France le 14 octobre 1856, au château Saint-Léonard, à Boulogne-sur-Mer, de Matilda Abadam et de Henry Ferguson Paget, un couple de Britanniques expatriés. Violet est la demi-sœur du poète Eugene Lee-Hamilton (en) (1845-1907), né d'une première union de sa mère avec le Capitaine Lee-Hamilton. Après une enfance passée en France, en Allemagne, et en Suisse, elle s'établit avec sa famille à Florence (Italie), où elle vit toute sa vie, à l'exception de ses périples estivaux réguliers et de son séjour forcé durant la première guerre mondiale en Grande-Bretagne,. Violet Paget parle l'anglais, le français, l'italien dans sa résidence d'adoption et l'allemand.

## Carrière

### L'écriture
Son premier essai, Studies of the Eighteenth Century in Italy (1880), se nourrit de son érudition précoce et de sa passion pour la musique baroque, la Commedia dell'arte, le théâtre italien et l'opéra. Il est publié dans Fraser's Magazine et traite notamment du poète librettiste Pietro Metastasio et des auteurs de théâtre Carlos Goldoni et Carlo Gozzi. Elle le signe du nom de plume « Vernon Lee », en hommage à son demi-frère, qu'elle va adopter par la suite. Elle choisit ce pseudonyme masculin pour être prise au sérieux,.
Féministe engagée elle s'habille en garçonne. Elle est peut-être lesbienne, car elle a des relations longues et significatives avec trois femmes. Dans les années 1880, elle noue une amitié romantique avec la poétesse et historienne Agnes Mary Frances Robinson. La poétesse Amy Levy, autrice du poème « To Vernon Lee », lui voue une amitié amoureuse non payée de retour. Elle fréquente Walter Pater à partir de 1881, et John Addington Symonds, devenant une spécialiste de la renaissance italienne comme en témoignent ses essais ultérieurs — Euphorion (1884) et Renaissance Fancies and Studies (1895). Via Walter Pater, elle se lie d'amitié avec Oscar Wilde.

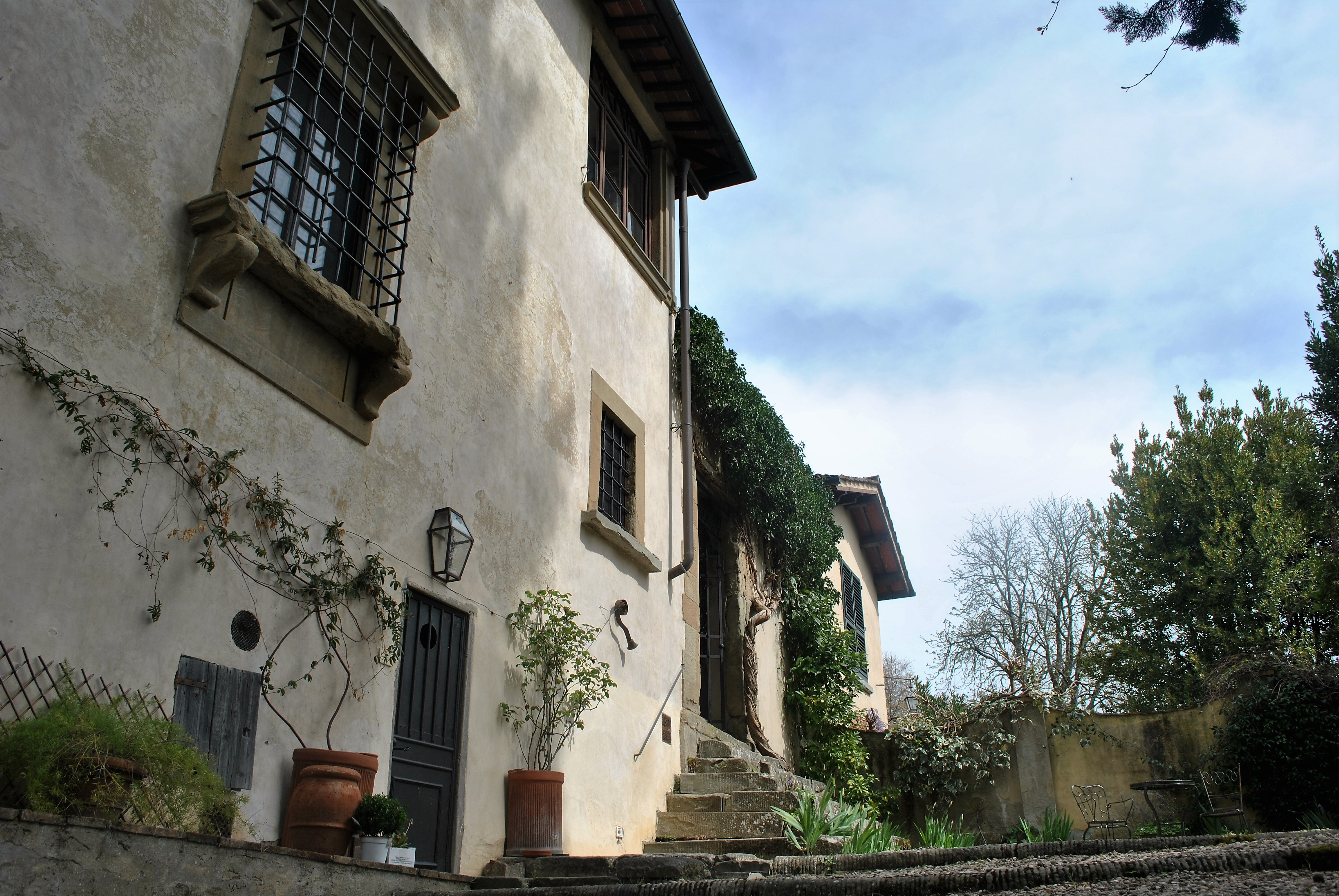
Villa il Palmerino, Firenze, Italie

En 1888, elle rencontre Clementina Anstruther-Thomson (en) - dite « Kit » - (1857-1921) avec laquelle elle entretient une relation non exclusive durant une douzaine d'années. Violet Paget et sa famille résident d'abord en centre ville de Florence, avant de s'installer en 1889 à la Villa Il Palmerino, Settignano, entre Florence et Fiesole, où Violet demeure jusqu'à sa mort.
Ses nouvelles fantastiques explorent les thèmes de la hantise et de la possession, comme en témoignent les plus connues collectées dans Hauntings en 1890. Dans ce livre composé de quatre histoires surnaturelles, Vernon Lee efface les limites entre l'art et le surnaturel. Elle dédie sa nouvelle A Wicked Voice à la compositrice Mary Augusta Wakefield (en) en 1887. En 1895,  Prince Alberic and the Snake Lady  est publiée dans The Yellow Book pour soutenir Oscar Wilde,. Vernon Lee est aussi une grande épistolière. Parmi ses correspondants figurent la plupart des grandes figures intellectuelles de la fin du dix-neuvième siècle aux années 1930 à travers l’Europe. En témoigne son abondante correspondance avec de très nombreux auteurs et autrices, artistes, intellectuels, personnalités politiques du monde entier, parmi lesquels Henry James.
Vernon Lee est connue pour ses nombreux récits de voyage en Italie, France, Allemagne, Irlande, Angleterre, Écosse, Suisse, Espagne, Gibraltar et Maroc et ses essais sur le Genius Loci, le génie des lieux, qui rendent compte de la séduction particulière de certains lieux. Elle se lie d'amitié avec Irene Forbes Mosse. Le peintre Telemaco Signorini est de ses amis. Vernon Lee et son amie Mary Robinson sont les modèles d'Anatole France pour ses personnages principaux dans Le Lys rouge (1894).

### L'esthétique
Vernon Lee se nourrit des dernières publications scientifiques, prend position dans les débats du temps relatifs à l’esthétique et à l’éthique et partage ses réflexions avec ses proches,. Elle publie un grand nombre d'essais (Juvenilia, The Beautiful, Renaissance Fancies and Studies, Music and its Lovers, Beauty and Ugliness, The Handling of Words, Le Rôle de l’élément moteur dans la perception esthétique visuelle) et de dialogues philosophiques (Euphorion, Baldwin, Belcaro, Althea, Hortus Vitae).
Avec Clementina Anstruther-Thomson, Vernon Lee développe sa propre théorie esthétique, à partir de l'observation scientifique des modifications physiques (rythme cardiaque, respiration, posture, mouvements musculaires) perceptibles lors de la contemplation des œuvres d'art,. Elle se nomme « étudiante en esthétique » dans son volume Belcaro de 1881, signifiant par là qu'elle détourne son attention de l'art dans son contexte historique vers les effets de l'art sur l'expérience individuelle. A l'aune des travaux de William James, Theodor Lipps, et Karl Groos, ou de Bernard Berenson. C'est dans Beauty and Ugliness qu'elle introduit pour l'une les premières fois le concept d'Einfühlung (empathie) et d'« Inner mimicry » (imitation interne),.

### Le pacifisme
Pacifiste engagée, elle s'oppose ouvertement à la Première Guerre mondiale, résidant durant le conflit à Londres, adhérant à l'Union of Democratic Control, un groupe de pression visant à réduire l'influence des militaires sur le pouvoir parlementaire. En 1921, elle échange avec Daniel Halévy sur sa vision de l'identité nationale et des relations littéraires internationales. Sa pièce allégorique antimilitariste Satan the Waster est dédiée à son ami Romain Rolland qu'elle admire pour son grand roman Jean-Christophe, et la campagne qu'elle mène en sa faveur vaut à celui-ci d'obtenir le Prix Nobel de Littérature en 1915.
Lee Vernon est aussi une fervente anti-vivisectionniste et une féministe convaincue.
Après guerre, de retour à Florence en 1919, elle devient l'amie du jeune Mario Praz qu'elle influence notablement dans ses choix professionnels et esthétiques. Dans l'entre-deux-guerres, sa notoriété diminue du fait de son engagement pacifiste, mais en 1925, par l’entremise de Mary Robinson, alors Mme Duclaux, elle rencontre les peintres André et Berthe Noufflard qui seront ses plus proches amis en France durant les dix dernières années de sa vie.
Sa bibliothèque est conservée au British Institute of Florence. Ses archives se trouvent aux États-Unis (Vernon Lee Archive, Miller Library, Colby College, Maine) et peuvent être consultées en ligne. Les lettres reçues par Vernon Lee peut être consultées à la Somerville College Library, Oxford.
Vernon Lee écrit plus de 30 livres, parmi lesquels une pièce de théâtre, Ariadne in Mantua (1903), une cinquantaine d'essais et plusieurs collections d'histoires parmi lesquelles Pope Jacynth and Other Fantastic Tales (1904). Le drame allégorique Satan the Waster (1920) révèle son pacifisme.
Vernon Lee est enterrée à Florence le 13 février 1935.

## Postérité
La professeure Sophie Geoffroy de l'Université de la Réunion crée en 2007 l'International Vernon Lee Society pour promouvoir la vie et l'œuvre de Vernon Lee et de son entourage. Les membres constituent un vaste réseau d'universitaires dont les disciplines recoupent la littérature angliciste et les études de genre. Elle entretient des liens avec l'Université Paris-Diderot, l'Université de la Réunion et l'Associazione Culturale Il Palmerino, à Florence.
Les 18 et 19 septembre 2025, un colloque « Vernon Lee et l’héritage culturel européen. Influences réciproques et dialogue intermédial » se tiendra à l'université Paris Cité.

## Œuvres

### Théâtre
- (en) The prince of the hundred soups, vol. s6-VII, 17 mars 1883, 219–220 p. (ISSN 1471-6941, DOI 10.1093/nq/s6-vii.168.219c, lire en ligne), chap. 168.
- (en) Blackwell, Sir Basil Henry (1889–1984), Oxford University Press, coll. « Oxford Dictionary of National Biography », 28 novembre 2017 (lire en ligne).
- (en) The ballet of the nations; a present-day morality, New York : G. P. Putnam's sons, 1915.

### Contes, nouvelles, romans, biographies

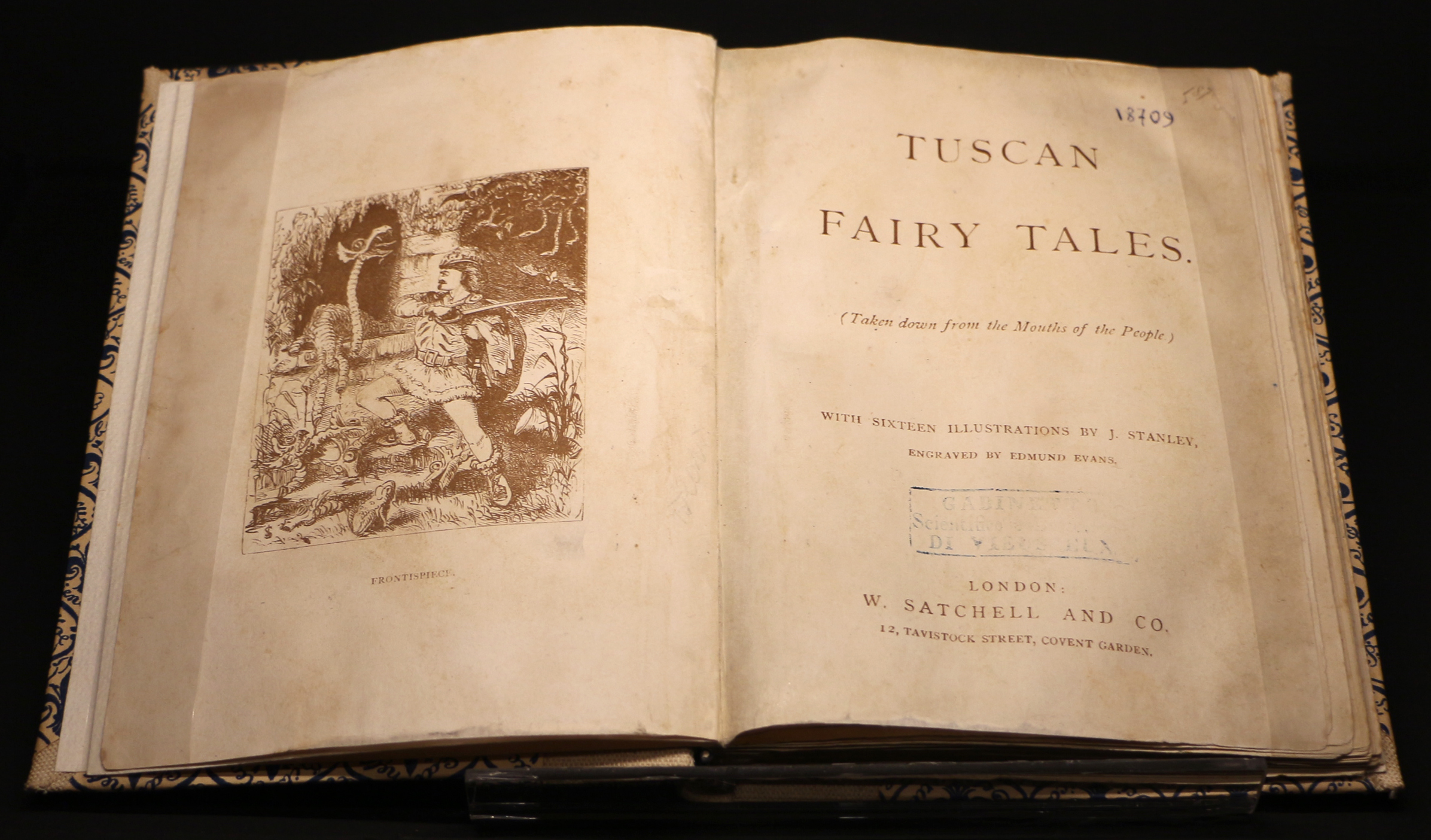
Vernon lee, Tuscan fairy tales (illustrations de J. Stanley), Londres 1880.

- (en) publié anonymememt, Tuscan Fairy Tales (Taken Down from the Mouths of the People), London, W. Satchell, 1880.
- (en) Ottilie : an Eighteenth Century Idyll, London, T. Fisher Unwin, 1883.
- (en) The Countess of Albany (London, W. H. Allen, 1884), Hamburg, Tredition, 2012 (ISBN 9783847218340 et 3847218344, OCLC 863867098, lire en ligne [livre numérique]).
- (en) Miss Brown. A novel. In three volumes, 1884 (OCLC 315581332, lire en ligne).
- (en) A Phantom Lover : A Fantastic Story (Edinburgh: Robert Brothers, 1886, réédité à l'identique, sous le nom Oke of Okehurst  dans Hauntings.), Boston, Robert Brothers, 1886 (OCLC 707365828, lire en ligne [livre numérique]).
- (en) Hauntings : Fantastic Stories (London : Heinemann, 1890. Bodley Head, 1906.), Forgotten Books, 2019 (ISBN 9780243655687 et 0243655681, OCLC 1147805936, lire en ligne [livre numérique]).
- (en) Vanitas : Polite Stories (New York : Lovell Coryell, ca. 1892, London Heinemann), Leipzig, Tauchnitz, coll. « Collection of Brit. authors » (no 4241), 1892 (OCLC 1071551229, lire en ligne).
- (en) avec Oswald Sickert, Ella D'Arcy et Vernon Lee (Inclus Prince Alberic and the Snake Lady - VF 1970, Marabout), The Yellow Book Volume X, Copyright Group, 2020 (ISBN 978-1-83967-715-1 et 1839677155, OCLC 1420628550, lire en ligne)
- (en) Penelope Brandling: A Tale of the Welsh Coast, London, T. Fisher Unwin, coll. « Pseudonym library », 1903, 190 p. (OCLC 2198033, lire en ligne).
- (en) Pope Jacynth and Other Fantastic Tales (New York: John Lane, 1907), London: Grant Richards, London: Grant Richards, 1904.
- (en) Sister Benvenuta and the Christ Child : an Eighteenth Century Legend (London: Grant Richards, 1906), New York, Mitchell Kennerly, 1905.
- (en) Louis Norbert: A Two-Fold Romance (Leipzig : B. Tauchnitz, 1920), London, John Lane, The Bodley Head, 1914.
- (en) For Maurice : Five Unlikely Stories (incluant Tanhaüser and the Gods, Marsyas in Flanders, The Virgin of the Seven Daggers, The Doll, Winthrop’s Adventure), London, John Lane, The Bodley Head, 1927.
- (en) A Vernon Lee Anthology, London, John Lane, 1929.
- (en) The Snake Lady and Other Stories (préf. Horace Gregory (éd.)), New York, Grove Press, 1954
- (en) Supernatural Tales : Excursions into Fantasy, London, Peter Owen, 1955.
- (en) Pope Jacynth, and More Supernatural Tales, London, Peter Owen, 1956.

### Essais, dialogues philosophiques
- (en) Studies of the eighteenth century in Italy (London: W. Satchel, 1880. (2e éd. 1887). Réimpression London: T. Fisher Unwin, 1907. New York : Da Capo Press, 1978), Alpha édition, 2019, 298 p. (ISBN 9789353958886, OCLC 1247116475).
- (en) Belcaro : Being Essays on Sundry Aesthetical Questions (Réimpression London: T. Fisher Unwin, 1887), London, W. Satchell, 1881 (OCLC 459067413, BNF 31049805, lire en ligne).
- (en) Euphorion : being studies of the antique and the medi val in the renaissance, London 1884, T.F. Unwin, 4e éd., 453 p. (OCLC 1336184162, lire en ligne)
- (en) Baldwin, being dialogues on views and aspirations, London, T.F. Unwin, 1886, 375 p. (OCLC 2382697, lire en ligne).
- (en) Althea : A Second Book of Dialogues on Aspirations and Duties (incluant Orpheus in Rome), London, Osgood, McIlvaine, 1894, 304 p. (OCLC 3549962, lire en ligne).
- (en) Renaissance Fancies and Studies, New York, London, G.P. Putnam's Sons; Smith, Elder, & Co., 1896, 260 p. (OCLC 611928, lire en ligne).
- (en) Limbo and other essays : to which is now added, Ariadne in Mantua (London : Grant Richards, 1897), London, J. Lane, 1908, 292 p. (OCLC 2159835, lire en ligne).
- (en) Genius Loci : Notes on Places, London, G. Richards, 1899, 211 p. (OCLC 2316721, lire en ligne).
- (en) Hortus Vitae : Essays on the Gardening of Life, London, J. Lane, the Bodley Head, 1904, 248 p. (OCLC 4528055, lire en ligne).
- (en) Hortus vitae and Limbo, Leipzig, Tauchnitz, coll. « Collection of British authors. Tauchnitz edition / 3981 », 1907 (OCLC 251565028, lire en ligne).
- (en) The enchanted woods : and other essays on the genius of places, London, John Lane, coll. « Elibron Classics », 1905, 321 p. (ISBN 9781402166532 et 1402166532, OCLC 928713530, lire en ligne).
- (en) The Spirit of Rome: Leaves from a Diary, London, J. Lane, 1906, 205 p. (OCLC 1931242, lire en ligne).
- (en) Genius Loci and the Enchanted Woods, Leipzig, B. Tauchnitz, coll. « Collection of British authors. Tauchnitz edition / 3888 », 1906, 302 p. (OCLC 5780437, lire en ligne).
- (en) The Sentimental Traveller (London: John Lane, 1908), Leipzig, B. Tauchnitz, coll. « Collection of British authors. Tauchnitz ed. / 4545 », 1921, 277 p. (OCLC 3940120, lire en ligne).
- (en) Gospels of anarchy and other contemporary studies (Inclus The Deterioration of the Soul, The Economic Parasitism of Women), Kessinger Publ, coll. « Kessinger Publishing's rare reprints », 2010 (1re éd. 1908) (ISBN 978-1-4191-2215-6 et 1419122150, OCLC 935099014, lire en ligne)..
- (en) Laurus Nobilis: Chapters on Art and Life (Inclus The Use of Beauty, Beauty and Sanity), London, J.Lane, 1909, 315 p. (OCLC 529420, lire en ligne).
- (en) The Spirit of Rome and Laurus Nobilis, Leipzig, Tauchnitz, coll. « Collection of British authors : Tauchnitz edition / 4175 », 1910 (1re éd. 1906), 310 p. (OCLC 9992355, lire en ligne).
- (en) Vital Lies : Studies of Some Varieties of Recent Obscurantism (2 volumes), London, J. Lane, 1912 (OCLC 498933, lire en ligne).
- (en) avec Clementina Anstruther-Thomson, Beauty and Ugliness, London, John Lane, 1912, 376 p. (OCLC 247935559, lire en ligne).
- (en) The Beautiful : A Introduction to Psychological Aesthetics, University Press ; G.P. Putnam's Sons, Cambridge [England], New York, coll. « Cambridge manuals of science and literature », 1913, 158 p. (OCLC 243423, lire en ligne).
- (en) The Tower of the Mirrors and Other Essays on the Spirit of Places, Leipzig, B. Tauchnitz, coll. « Collection of British authors / 4574 », 1922 (1re éd. 1914), 200 p. (OCLC 10316079, lire en ligne).
- (en) The Ballet of the Nations. A present-day morality ... With a pictorial commentary by Maxwell Armfield (Inclus et réécrit dans Satan the Waster), London, Chatto & Windus, 1915 (OCLC 752991452, lire en ligne).
- (en) Peace with Honour: Controversial Notes on the Settlement, London, The Union of democratic control, coll. « 6d Series / 1 », 1915, 63 p. (OCLC 463513004, lire en ligne).
- (en) Satan the waster : a philosophic war trilogy with notes and introduction (London: John Lane, 1920. Réimpression avec préface ajoutée en 1930), Kessinger, 2012 ?, 300 p. (ISBN 9781120026453 et 1120026458, OCLC 783932283, lire en ligne).
- (en) Vernon Lee (London : John Lane, 1923. Rpt. Lincoln: University of Nebraska Press, 1968, avec une introduction de Royal A. Gettmann), The handling of words and other studies in literary psychology, Lewiston, E. Mellen Press, 1992 (ISBN 978-0-7734-9174-8 et 0773491740, OCLC 27220269, lire en ligne).
- (en) The Golden Key and Other Essays on the Genius Loci, Dodd Mead, 1925, 249 p. (lire en ligne).
- Proteus ; or, The future of intelligence, New York, E.P. Dutton & Company, coll. « To-day and to-morrow », 1925, 63 p. (OCLC 1229230, lire en ligne).
- (en) The Poet’s Eye (Notes on Some Differences Between Verse and Prose), L. & Virginia Woolf at the Hogarth Press, coll. « Hogarth essays » (no 17), 1926 (lire en ligne).
- (en) Music and its lovers : an empirical study of emotional and imaginative responses to music (London: G. Allen & Unwin, 1932), Abingdon, Oxon, Routledge, Taylor & Francis Group, coll. « Routledge revivals » (ISBN 9780203705582, DOI 10.4324/9780203705582, lire en ligne [livre numérique]).

### Articles et chapitres de livres
- (en) « Musical expression and the Composers of the 18th Century », New Quarterly Magazine,‎ avril 1877.
- (en) « The Artistic Dualism of the Renaissance », The Contemporary Review,‎ septembre 1879, p. 44-65.
- (en) « The Art of Singing, Past and Present », British Quarterly Review,‎ octobre 1880.
- (en) « Botticelli at the Villa Lemmi », The Cornhill Magazine,‎ juillet-décembre 1882.
- (en) « The Responsibilities of Unbelief : A Conversation between Three Rationalists », The Contemporary Review, no 43,‎ mai 1883, p. 685-710.
- (it) Review of Giosuè Carducci, « Lettere disperse ed inedite di Pietro Metastasio », The Academy, vol. 1 (Bologne, Zanichelli), no 602,‎ 17 novembre 1883, p. 331.
- (en) « The Immortality of the Maestro Galuppi » (chapitre 1), Juvenilia, vol. II,‎ 1887.
- (en) « Orpheus in Rome : Irrelevant Talks on the Use of the Beautiful », The Contemporary Review,‎ juin 1889, p. 828-49.
- (en) « Emerson, Transcendentalists and Utilitarians », The Contemporary Review, vol. LXVII,‎ mars 1895, p. 345-420.
- (en) « Cosmopolis », NC,‎ réimpression 1904.
- (en) « The Need to Believe: an Agnostic’s Notes on Professor Wm. James », The Fortnightly Review, vol. LXXII (n. s. LXVI),‎ novembre 1899, p. 827-42.
- « Le rôle de l’élément moteur dans la perception esthétique visuelle », MS Essay,‎ 1901.
- (en) avec C. Anstruther-Thomson, « Michelangelo’s Medicean Tombs », Architectural Review, vol. 16, no 94,‎ septembre 1904, p. 101-110.
- (en) Introduction de The Life of St Mary Magdalen (traduit de l'italien d'un écrivain inconnu du XIVe siècle par Valentina Hawtrey), J. Lane.
- (en) Beauty and Sanity dans Laurus nobilis, chapters on art and life, London, J. Lane, 1909 (OCLC 529420, lire en ligne)
- (en) « The Religious and Moral Status of Wagner », The Fortnightly Review, no 89 « New Series »,‎ janvier-juin 1911, p. 868-885.
- (en) « The Ethics of Glass Houses », The Nation,‎ 1912.
- (en) « Vicarious Tragedy », The Nation XI,‎ 29 juin 1912, p. 466-7.
- (en) « Angels Fear to Tread », The Nation XI,‎ 7 septembre 1912, p. 828-9.
- (en) « The Sense of Nationality », The Nation XI,‎ 12 octobre 1912, p. 96-8.
- (en) « Lessons of History », The Nation,‎ 1913.
- (de) « Ein neuer Schweizer Roman dans Review of Waser, Maria. Die Geschichte der Anna Waser. Ein Roman aus der Wende des 17. Jahrhunderdts. », Literarische Rundschau, Stuttgart, Berlin, Deutsche Verlags-Anstalt,‎ 1913, p. 471-473.
- (en) « The Policy of the Allies », The Nation, no XVI,‎ 2 février 1915, p. 649-50.
- (en) « Bismarck Towers », The New Statesman, vol. IV,‎ 20 février 1915, p. 481-3.
- (en) « Militarists against Militarism », Labour Leader, vol. XII, no 13,‎ 1er avril 1915, p. 3.
- (en) « May Day Messages for British Women », Labour Leader, vol. XII, no 17,‎ 29 avril 1915, p. 5.
- (en) « Après la Mêlée », The New Statesman, vol. V, no 17,‎ 19 juin 1915, p. 249-51.
- (en) « The Wish for Unanimity et The Willingness for War dans France-Italy, 1911-13 », The Cambridge Magazine, vol. IV, no 17,‎ 12 juin 1915, p. 482, 484.
- (en) « War the Grave of All Good », Labour Leader, vol. XII, no 43,‎ 28 octobre 1915, p. 3.
- (en) « Enmity », War and Peace, vol. III, no 25,‎ octobre 1915, p. 11-12.
- (en) « The Heart of a Neutral », The Atlantic Monthly, vol. CXVI, no 25,‎ novembre 1915, p. 687.
- (en) « Letter to the Editor », The Nation, vol. XV,‎ 22 août 1914, p. 766-7.
- (en) Introduction de Mnemic Psychology (traduit de l'allemand par Bella Duffy. Réimpression London, Allen and Unwin, 1923), New York, Macmillan, 1923, p. 11-53.
- (en) Introduction de Art and Man : Essays and Fragments (de Clementina Anstruther-Thomson), London, John Lane, The Bodley Head, 1924.
- (en) John Singer Sargent : In Memoriam dans John Singer Sargent (Evan Charteris (éd.)), London, Heinemann, 1927.

### Critique musicale
- (en) Edmund Gurney, A scholarly review of The Power of Sound, London, Smith & Elder, 1880.
- (de) Friedrich von Hausegger, Die Musik als Ausdruck, Munich, 1887.
- Jules Combarieu, Les rapports de la musique et de la poésie, Paris, Alcan, 1894
- (de) Eduard Hanslick, Vom Musikalisch Shönen, London, 9e éd. Leipzig : Barth, 1896.
- (de) Theodor Lipps, Grundegung der Aesthetick, Hamburg, Voss, 1903.
- Lionel Dauriac, Essai sur l’esprit musical, Paris, Alcan, 1904
- Théodule Ribot, La logique des sentiments, Paris, Alcan, 1905.
- (en) « The Riddle of Music », The Quarterly Review, no 204,‎ janvier 1906, p. 207-27.

### Traductions en français
- Miss Brown (trad. de l'anglais par Mme Gaston-Bruno-Paulin Paris, préf. Paul Bourget, 3 volumes, Edinburgh Blackwood, 1884), Paris, C. Lévy, 1889, 342 p. (OCLC 459067447, lire en ligne).
- Au Pays de Vénus (trad. de l'anglais par Robert de Cerisy, Mme Gaston-Bruno-Paulin Paris, préf. Frédéric Masson), Paris, Dentu, 1894, 503 p. (OCLC 459067397, lire en ligne).
- Le Prince Albéric et la Dame Serpente dans Les Épées de l'effroi [« Prince Alberic and the Snake Lady »] (trad. de l'anglais par Michel Chrestien), Marabout- Gerard, coll. « Marabout fantastique » (no 363), 1970, 224 p. (lire en ligne).
- Les mensonges vitaux : études sur quelques variétés de l'obscurantisme contemporain (trad. de l'anglais par Eugène Bernard Leroy), Paris, Félix Alcan, 1921, 368 p. (OCLC 492026711, lire en ligne).
- Études et réflexions sur l'art (trad. de l'anglais par Berthe Noufflard), Paris, Correa, 1938, 368 p. (OCLC 848172655, lire en ligne).
- Alice Oke (trad. de l'anglais par Michel Desforges), Toulouse, Ombres (1re éd. 1938), 100 p. (ISBN 9782905964311 et 2905964316, OCLC 417597814, lire en ligne), p. 1991.
- Antonio Vivarelli : portrait imaginaire d'un chanteur italien du dix-huitième siècle (trad. de l'anglais par Michel Desforges, préf. Michel Desforges), Toulouse, Ombres, coll. « Petite bibliothèque Ombres » (no 13), 1993, 93 p. (ISBN 9782905964694 et 2905964693, OCLC 410772110, BNF 35585183, lire en ligne).
- La poupée (trad. de l'anglais par Sophie Geoffroy-Menoux, ill. Sébastien Braun), Le Visage vert (no 10), 2001, 70-82 p..
- La Voix maudite (trad. de l'anglais par Sophie Geoffroy-Menoux, recueil de nouvelles), Rennes, Terres de brume, coll. « Terres fantastiques », 2001, 175 p. (ISBN 978-2-843-62123-9 et 2843621232, OCLC 468618834, BNF 37645102, lire en ligne)
- Vernon Lee et Olivier Favier (trad. de l'anglais par Olivier Favier, postface Olivier Favier), Ravenne et ses fantômes: 1894, Evian, Alidades, coll. « Alidades-bilingues », 2009, 44 p. (ISBN 978-2-906266-85-8 et 290626685X, OCLC 470571899, BNF 42003866, lire en ligne).

## Archives
- Vernon Lee Archive, Miller Library, Colby College, ME, USA
- Vernon Lee Collection, The British Institute of Florence
- Liste des documents d'Archives liés à Vernon Lee dans le UK National Register of Archives
- Livres de Vernon Lee sur Gutenberg
- Liste des archives consacrée à Vernon Lee, UK National Register of Archives
- The Sibyl, A Journal of Vernon Lee Studies
- Holographical-Lee: Vernon Lee: Letters, Notebooks and Manuscripts - Lettres, carnets et manuscrits, Projet EMAN, Holographical-Lee, Sophie Geoffroy, Université de La Réunion & Institut des textes et manuscrits modernes, CNRS-ENS.
- Livres audio de Vernon Lee sur LibriVox
- Works by or about Vernon Lee at the Internet Archive
- Works by or about Violet Paget at the Internet Archive

## Pour en savoir plus